# Concha Román Calvo
Concha Román Calvo (Elx 11 de desembre de 1892 - 1 d'abril de 1986) va ser una escriptora valenciana.
Era filla de Pascual Román Antón i d'Antonia Calvo Mendiela. Era la segona de quatre germanes (Ventura, Concha, Virginia i Antonia) i totes elles reberen una educació poc habitual en aquells temps. El pare, socialista i maçó i primer alcalde il·licità de la II República entre abril i juny de 1931, es va entestar que les seues filles anaren a una escola religiosa, «Les Francesetes», on solien assistir i no per molt temps les filles de les famílies més acomodades de la ciutat.
eberen també educació musical (les quatre tocaren instruments de corda, ja que la família no es podia permetre comptar amb un piano) i es dedicaren a treballar brodant amb una màquina de cosir (llençols, cobertors, sabatilles o qualsevol altre tèxtil que se’ls encarregara). Concha, igual que la seua germana Ventura, va destacar aviat per la seua afició a l'escriptura i va publicar una important col·lecció d'articles en la premsa il·licitana, en els setmanaris Democracia, Levante, El Obrero i Elche. Va escriure sempre amb el pseudònim de Margara perquè, segons confessà als seus nebots, durant el temps que ella va escriure no estava ben vist que les dones ho feren. D'idees socialistes i molt influïda per la figura del seu pare, un home molt apreciat a Elx per la seua bonhomia, durant la Guerra Civil va col·laborar amb Auxili Familiar i amb Socors Roig Internacional. Tot i que va viure 93 anys, a partir de 1939 no tornaria a publicar cap article. Va morir a Elx l'1 d'abril de 1986.